# گایانه مکرتچیان
گایانه مکرتچیان (ارمنی: Գայանե Մկրտչյան؛ انگلیسی: Gayane Mkrtchyan؛ ۲۴ ژانویهٔ ۱۹۵۲) یک بازیگر اهل ارمنستان است. وی از سال میلادی تاکنون مشغول فعالیت بوده‌است.

## زندگی‌نامه
وی در ۲۴ ژانویه ۱۹۵۲ در ایروان به دنیا آمد و از انستیتو دولتی هنری و نمایشی ایروان (۱۹۷۵) فارغ‌التحصیل شد. از سال ۱۹۷۱ عضو اتحادیه کارگردانان تئاتر ارمنستان بود. وی در فرهنگستان دولتی تئاتر سوندوکیان (۱۹۹۷) فعالیت می‌کند. وی همچنین برندهٔ جوایزی همچون مدال شجاعت کار و هنرمند افتخاری جمهوری ارمنستان (۲۰۱۲) شده است.